# Жюльєн дю Реар
Жюльєн дю Реар (фр. Julien Du Rhéart, 13 березня 1885, Париж — 29 січня 1963, Париж) — французький футболіст, що грав на позиції нападника.
Виступав, зокрема, за клуб «Ред Стар», а також національну збірну Франції.

## Клубна кар'єра
У дорослому футболі дебютував 1905 року виступами за команду «Ред Стар», кольори якої і захищав протягом усієї своєї кар'єри гравця, що тривала вісім років. 

## Виступи за збірну
У 1906 році дебютував в офіційних матчах у складі національної збірної Франції.
У складі збірної був учасником футбольного турніру на Олімпійських іграх 1908 року у Лондоні.
Загалом протягом кар'єри в національній команді, яка тривала 6 років, провів у її формі 3 матчі.
Помер 29 січня 1963 року на 78-му році життя у місті Париж.